# 知立市立八ツ田小学校
知立市立八ツ田小学校（ちりゅうしりつ やつだしょうがっこう）は、愛知県知立市八ツ田町にある公立小学校。

## 概要
- 校区は牛田町（尼子田、芋堀、新池、六反）、昭和1・2・5丁目、新池1-3丁目、南陽1・2丁目、八ツ田町（荒子、池谷、蟹原、川畔、久根ノ内、新山、テンヤ、馬場、馬原、東新切、町曲り、門前、矢田良根、山畔、泉、神明）、八ツ田町1-3丁目である[1]。
- 知立市立知立東小学校のマンモス校化の解消、知立市立猿渡小学校の児童数増加の緩和のために新設された小学校である。

## 沿革
- 1976年（昭和51年）4月1日 - 知立市立知立東小学校から分離し、開校する。
- 1978年（昭和53年） - 体育館が完成する。

## 交通アクセス
- 名鉄名古屋本線牛田駅下車、徒歩約12分。

## 周辺施設
- 愛知県道285号安城八ツ田知立線
- 愛知県立知立東高等学校
- 愛知県立知立高等学校
- 知立市立知立中学校
- 知立市立知立東小学校
- 知立市立猿渡小学校
- 知立市立来迎寺小学校
- はなの木幼稚園
- 知立 給食センター
- 知立市役所
- 名鉄名古屋本線牛田駅
- ギャラリエアピタ知立店
- アオキスーパー知立店
- ファミリーマート知立八ツ田店